# Gens Considia

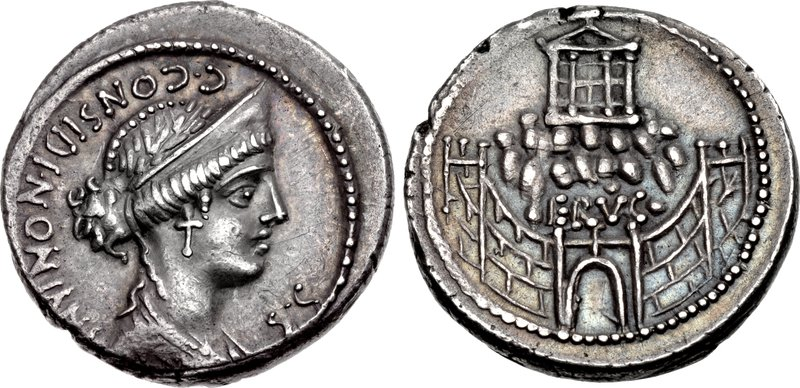
Denario de Cayo Considio Noniano, 57 a. C. El anverso muestra a Venus y el reverso el templo de Venus Ericina en el Quirinal, que se encuentra en el sitio de la Batalla de la Puerta Collina. La referencia a Venus apoya la afirmación de los partidarios de Pompeyo de que era el heredero de Sila como favorito de la diosa.

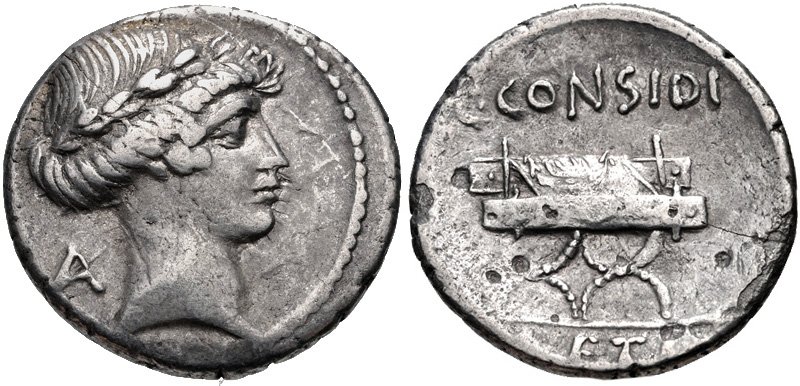
Denario de Cayo Considio Peto, 46 a. C.
El anverso muestra a Apolo y el reverso una silla curul, en alusión al derecho de César a sentarse en este tipo de silla, entre los cónsules que el Senado recibió después de la Batalla de Thapso.

La gens Considia fue una familia plebeya en la Antigua Roma que compartía el nomen Considio. Los Considia tuvieron relevancia durante el último siglo de la República romana, y a principios del Imperio, pero ninguno de ellos llegó a tener una posición superior a la pretura.

## Orígenes
Los Considia eran una familia antigua, que apareció por primera vez a principios del siglo V a. C. Sin embargo, rápidamente se desvanecieron en la oscuridad de la historia, hasta que resurgieron al cabo de casi cuatro siglos. El nomen Considio (en latín, Considius) pertenece a una gran clase de gentilicia (nomen gentilicium) que designaba a un ciudadano romano como miembro de una gens, y estaba formado principalmente a partir de un cognomina que termina en -idus, utilizando el sufijo -idius, que llegó a ser considerado como un sufijo regular de formación de la gens, y se aplicó incluso en casos donde no había justificación morfológica. Considius podría formarse a partir del nomen de las gens Consia, que probablemente podría estar relacionado con el misterioso dios Consus.

## Praenomina
Los Considia utilizaron las praenomina Quinto (Quintus), Lucio (Lucius), Publio (Publius), Marco (Marcus) y Cayo (Gaius), todos los cuales se encontraban entre los nombres más comunes a lo largo de la historia romana.

## Ramas ycognomina
Los principales cognomina de los Considia fueron Galo (Gallus), Longo (Longus),  Noniano (Nonianus) y Peto (Paetus). Galo puede referirse a un galo, o a un gallo. Longo implica que el portador era alto, o tal vez prolijo o tediosamente largo, aunque el nombre también podría haber sido otorgado, irónicamente, en un hombre de baja estatura. Noniano implica una conexión con la gens Nonia, aunque podría ser que los dos hermanos que lo llevaban fueran adoptados por esa familia, o por descendencia a través de la línea materna, pero no se ha podido determinar con exactitud. Peto se traduce como 'bizco' o 'miope'.

## Miembros
- Quinto Considio (Quintus Considius), tribuno de la plebe en 476 a. C., presentó una ley agraria que había sido rechazada anteriormente, y acusó a Tito Menenio Lanato, cónsul del año anterior, de negligencia como resultado del desastre de la batalla del Crémera y la destrucción de los Fabios.[6][7]
- Considio, un publicano, que interpuso una acción contra Lucio Sergio Orata, pretor en el 98 a. C., por apropiarse ilegalmente de las aguas del lago Lucrino.[8]
- Lucio Considio, que junto con Sexto Saltio, llevó una colonia a Capua bajo el tribuno Marco Junio Bruto en el 83 a. C.[9]
- Quinto Considio, senador y jurista, que fue alabado por Cicerón por su integridad y honestidad. Plutarco narra una anécdota sobre su visita a la casa de Julio César en el 59 a. C. como un anciano.[10][11]
- Quinto Considi, prestamista en el momento de la conspiración de Catilina en el 63 a. C., que renunció al cobro de deudas e intereses que se le debían para mitigar la alarma sobre la rápida depreciación de la propiedad y la incapacidad de los deudores para pagar a sus acreedores. Posiblemente fuese el mismo hombre que el jurista.[12]
- Quinto Considio Q. f. Galo, tal vez el hijo del jurista, fue uno de los herederos de Quinto Turio en el 43 a. C.[13]
- Publio Considio, soldado veterano que sirvió bajo Sila, Craso y César, quien lo menciona en su relato de su primera campaña en la Galia, en el 58 a. C.[14]
- Marco Considio Noniano, pretor en el 52 a. C., que asistió a Pompeyo en sus preparativos para Capua en el 49 a. C.[15][16]
- Cayo Considio Noniano triunviro monetario en el 57 a. C. Al igual que su hermano, Marco, era partidario de Pompeyo.[17][1]
- Cayo Considio Longo (Gaius Considius C. f. Longus) propretor en África en el momento de la Guerra Civil, en el lado de Pompeyo, pero que huyó tras la derrota de Escipión en la batalla de Tapso en el 46 a. C., y fue asesinado por sus propias tropas de mercenarios getulos.[18][19][20][21]
- Cayo Considio C. f. C. n. Peto, el hijo de Longo, que cayó en poder de César después de la batalla de Thapso y de capturar Hadrumetum, pero fue indultado. Fue nombrado gobernador poco después, y las imágenes en sus monedas muestran su agradecimiento a César.[22][17][23][24]
- Lucio Considio L. f. Galo, que ocupó varios cargos a comienzos del imperio, habiendo sido tribuno de la plebe, cuestor, praefectus urbi, quindecenviro y pretor peregrinus.[25]
- Considio Aequo, équites que acusó falsamente al pretor Magio Caeciliano de traición en el año 21 y fue castigado por Druso.[26]
- Considio Proculo, de rango pretoriano, que acusó a Publio Pomponio Segundo de conspirar contra el Estado, después de que hubiera dado refugio a un amigo de Sejano en el año 31. A su vez, fue acusado por el hermano de Pomponio, Quinto, y mientras celebraba su cumpleaños fue arrestado y llevado al senado, donde fue condenado y ejecutado. A su hermana, Sancia, por fuego y agua.[27]